# Petit Vignemale
Il Petit Vignemale (in italiano Piccolo Vignemale) è una montagna dei Pirenei francesi, facente parte del massiccio del Vignemale: alto 3.032 metri, ha accesso sia dalla valle del Gaube, sia dalla valle d'Ossoue, attraverso il sentiero della GR10.

## Storia e descrizione
Il termine Vignemale deriva delle radici indoeuropee vin e mal che significano montagna, mentre il termine petit è utilizzato in quanto la montagna è in linea con la cima del più alto Vignemale, che domina l'intero massiccio: la vetta si trova nel dipartimento degli Alti Pirenei, nei pressi di Cauterets e Gavarnie, nell'arrondissement di Argelès-Gazost, all'interno del parco nazionale dei Pirenei. È composta da rocce calcaree, risalenti al praghiano-emsiano: parti di queste rocce si sono finemente cristallizzate in lastre che affiorano nella parte francese del massiccio. La prima scalata della montagna risale al 1798, ad opera di La Baumelle.